# Cap de dona (López i Portaña)
Cap de dona és un dibuix (pastel sobre paper) de 28,2 × 46,4 cm realitzat per Vicent López i Portaña cap a 1826, el qual es troba al Museu Nacional d'Art de Catalunya.

## Context històric i artístic
Vicent López i Portaña ocupa un lloc molt destacat en la pintura espanyola de la primera meitat del segle xix i n'és un dels representants més conspicus. Aquesta obra forma part del conjunt dels diferents estudis i dibuixos preparatoris que López va fer per a la pintura d'història Cir el Gran davant els cadàvers d'Abradato i Pantea, encarregada pel rei Ferran VII d'Espanya i que el primer pintor de cambra no va arribar a finalitzar. Per a l'escena representada, coneguda a través del modellino conservat al Museu del Prado i d'una tela del Museu de Belles Arts de Bilbao, López va emprar com a font iconogràfica l'obra literària de l'historiador Xenofont la Ciropèdia, un text destinat a glossar i enaltir la figura de Cir II el Gran.
És un dipòsit de la Reial Acadèmia Catalana de Belles Arts de Sant Jordi (1902), el qual ingressà al fons del Museu el 1906.

## Descripció
Aquesta figura femenina del MNAC forma part del grup de dones ploraneres que exterioritzen el seu desconsol al costat dels cossos morts dels dos protagonistes, amb un evident interès, per part de l'autor, de destacar el pathos tràgic i la retòrica gestual com dos dels components tradicionals de la pintura d'història. El mateix model femení va motivar l'execució d'altres estudis, dels quals un dibuix al llapis de la Biblioteca Nacional d'Espanya és el que presenta un nombre més gran de coincidències estilístiques i analogies compositives amb Cap de dona. A banda, no es poden menystenir les implicacions morals i propagandístiques d'un tema destinat a ocupar una de les sales de l'aleshores Museo Real.